# Siikaniemi (ö, lat 64,78, long 29,19)
Siikaniemi är en ö i Finland. Den ligger i sjön Vuokkijärvi och i kommunen Suomussalmi i den ekonomiska regionen  Kehys-Kainuu  och landskapet Kajanaland, i den centrala delen av landet, 600 km norr om huvudstaden Helsingfors. Öns area är 23,6 hektar och dess största längd är 1,4 kilometer i öst-västlig riktning.